# توركان صيلان
توركان صيلان (بالتركية: Türkan Saylan)‏ ولدت في 19 ديسمبر 1935، في إسطنبول، وتوفيت في 18 مايو 2009، في إسطنبول. طبيبة، وأكاديمية، وكاتبة، ومربية، والرئيسة السابقة لجمعية دعم الحياة المعاصرة.

## حياتها
ولدت في 19 ديسمبر 1935، في إسطنبول. وفي فترة الجمهورية تزوج السيد فصيح غالب من السوسرية ليلي مينا بعد اسلامها، وكانت توركان الأبنة الأكبر ل5 أخوات.
نالت تعليمها الأبتدائي في الفترة 1944-1946 في مدرسة كندية، أما تعليمها الثانوي فكان أيضا في مدرسة فتيات كندية في الفترة 1946–1953، وأنتهت كلية الطب في إسطنبول في 1963. وفي الفترة من عام 1964 إلى 1968 حصلت على الخبرة من مستشفى مستشفى SSK Nişantaşı، للأمراض الجلدية والتناسلية. وفي عام 1968 أصبحت مساعدة رئيس قسم طب الجلد في جامعة إسطنبول. وفي عام 1971، حصلت على منحة دراسية لمواصلة التعليم في المملكة المتحدة في المجلس الثقافي البريطاني. وقد عملت في فرنسا فترة قصيرة من عام 1974، وأيضاً في انجلترا فترة قصير من عام 1976، وأصبحت أستاذ مساعد في عام 1972، ونالت درجة أستاذة في عام 1977. وفي الفترة من عام 1982 إلى 1987 أصبحت توركان رئيسة قسم طب الجلد في جامعة إسطنبول. وفي الفترة من عام 1981– إلى 2001 كانت مديرية مركز الأبحاث التي تجرى على مرض الجذام في كلية طب جامعة إسطنبول. وقد عملت توركان في مركز بحوث وحل مشاكل المرأة في جامعة إسطنبول، والذي تأسس في عام 1990، وظلت إلى عام 1996 مساعدة لمدير المركز، ومنسقة للمحاضرات حول صحة المرأة. وعملت كعضوة في منظمة عيادة طب الجلد في عام 2002 إلى نهايته، وأُحيلت إلى التقاعد في 13 ديسمبر 2002.
في عام 1976، بدأت أعمالها في مكافحة مرض الجذام، وأسست جمعية مكافحة الجذام. وفي عام 1986، حصلت على جائزة غاندي الدولية من الهند. وعملت كمستشارة لمنظمة الصحة العالمية إلى عام 2006. وهي عضو مؤسس في الاتحاد الدولي الجذام ونائبة الرئيس. وهي أيضاً عضوة في مختبر الباثولوجيا الجلدية، والعيادات الخارجية لمعالجة الأمراض المنقولة جنسيا، ومرض بهجت. وعملت متطوعة لمدة 21 سنة في الفترة من عام 1981- إلى 2002 في وزاراة الصحة كرئيسة في مستشفى إسطنبول للجذام.
وقد تزوجت توركان في عام 1957، وأنجبت طفلين بعد زواجها. أحدهما مصمم مطبوعات، والأخر طبيب، ولها حفيدان. وأصيبت بالسرطان في أخر 17 سنة في حياتها. وتوفيت في 18 مايو 2009 في الساعة 04.45. وعند وفاتها كانت الرئيسة لجمعية دعم الحياة المعاصرة، ومؤسسة KANKEV لمكافحة الجذام.

## النشاطات
تعتبر توركان من محبي أتاتورك والفكر الكمالي، ومن حماة مبادئ أتاتورك ومطوريها، وكانت تسعي للوصول بالأنسان وتعليمه إلى مواكبة التطور والنهضة وهي من المؤسيسين لجمعية دعم الحياة المعاصرة وظلت لفترة طويلة في منصب الرئيس العام. بالإضافة إلى هذا، شاركت توركان في 14 أبريل 2007 في مسيرة اندفاعات الجمهورية في أنقرة-تاندوجان وأيضا في مسيرة إسطنبول- تشاغليان في 29 أبريل 2007، وكانت توركان من المنفذين والمنظمين لتلك المسيرات.
عملت توركان خارج جمعية دعم الحياة المعاصرة في العديد من المنظمات والجمعيات المدنية، فعلى سيبل المثال قد شاركت في تأسيس نقابة التعليم، وكانت رئيستها في أول فترة.

## المهام والإنجازات الأخرى
- تم اختيارها من قبل الرئيس التاسع لتركيا سليمان دميرل للعمل في مؤسسة حماية الأطفال في 31 مارس 2000.
- تم اختيارها من قبل الرئيس العاشر لتركيا أحمد نجدت سيزر للعمل في مجلس التعليم العالي في 2 فبراير 2001، وأُحيلت للتقاعد في 13 ديسمبر 2002 لبلوغها سن التقاعد. لكن مجلس الوزراء أعاد لها عضويتها في 2003، واستمرت في مجلس التعليم العالي حتى مارس 2007.
- وفي الفترة من عام 2003 إلى 2004 نالت عضوية المجلس الاستشاري لحقوق الإنسان في رئاسة الوزراء، ومجلس حقوق الإنسان في مقاطعة إسطنبول.

## جوائزها
- 1996 جائزة جامعة اسطنبول لمبادئ وثورات أتاتورك.
- نادي داولنغ في إنجلترا وهي جمعية للأمراض الجلدية والتناسلية في عام (1978)، و «جمعية أمريكا الشمالية للأمراض الجلدية السريرية» (1996) حيث تم اختيارها كعضو شرف. وقد تم منحها العديد من الجوائز حتى يومنا هذا.
- جائزة مرأة العام في تركيا (1990).
- جائزة ملفين جونز (1991).
- جائزة خدمة الفكر الكمالي، انجرلي ليونز (1996).
- جائزة القوى الوطنية، هاليتش روتاي (1997).
- جائزة فرح الدين كوقاي، مؤسسة اسود تركيا (1997).
- جائزة اتحاد تضامن الزراعيين في تركيا (1998).
- الجائزة 75 لاتحاد النساء الأتراك (1998).
- جائزة الفكر الكمالي، فرع إسطنبول (1999).
- جائزة مركز رفعت ايلجاز الثقافية الفخرية (2000).
- جائزة مؤسسة فوير ديس الفنانين في إيطاليا، (2001).
- جائزة خدمة مرضى الجذام لفترة طويلة والأعتناء بهم من جمعية حقوق المرضى (2001).
- جائزة أتاتورك، مجتمع أتاتورك في أميركا (2001).
- جائزة مؤسسة الفن الفخرية (2002).
- جائزة أتاتورك للمعاصرة، المنظمات العالمية الكمالية 10 نوفمبر (2003).
- جائزة الخدمة الفائقة، جامعة يلديز الفنية (2004).
- جائزة المساهمة في التعليم.
- جائزة 100 عام من النجاح المهني.
- جائزة بلدية كارشياكا، ازمير، لحقوق الأنسان (2004).
- جائزة أفضل معلمه تركية، مجلة تامبو (2004).
- جائزة أفضل قلب امرأة في استطلاع أُجري في جامعة إسطنبول بين الطلاب وأعضاء هيئة التدريس (2004).
- جائزة Puduhepa، جمعية أدنة الثقافية الفنية (2005).
- جائزة الخدمة المهنية، أنقرة نادي روتاري (أكتوبر 2005).
- جائزة السلام المجتمعي، راديوا السلام.
- جائزة حقوق الأنسان، والديمقراطية، والسلام والتضامن.
- جائزة مؤسسة SODEV الاجتماعية الديمقراطية (2005).
- جائزة كن ذا قلب جيد، مؤسسة القلب التركي (2006).
- جائزة النساء الناجحات سنوياً، جريدة الدنيا (2006).
- جائزة التعليم التشيكية، التعاونية التعليمية الحديثة(2006).
- جائزة وهبي كوتش (2009).[2]
- جائزة جمعية كاباتاش أحمد تانر للأشخاص المثقفين (2009).

## المنشورات
اعتباراً من عام 2005، بلغ مجموع ما نشرته صيلان 440 منشور. منهم 50 منشور نُشر في مجلات أجنبية عن أعمالها الطبية. و204 منشور في الطب، والمجتمع والسياسة. وباقي 186، فكانت في مجلات الطب التركي، والمؤتمرات.
وقد نشرت كتباً عن الجلد والأمراض التناسلية، والدورس التي شرحتها، وشرح حياة الأطفال، وحياة البنات.

## ما بعد موتها
كتبت عائشة كولين كتاباً تتناول فيه حياة صيلان بطريقة روائية، وقد نُشر في 31 أكتوبر 2009. وفي عام 2010، بدأ عرض مسلسل عن حياة توركان على كانال دي، وانتهي في 14 ابريل 2011. أما الفيلم الذي يتكلم عن حياتها فقد عُرض في 19 مايو 2011.